# Estação Ferroviária de Moncorvo
A Estação Ferroviária de Moncorvo foi uma interface da Linha do Sabor, que servia a localidade de Torre de Moncorvo, no distrito de Bragança, em Portugal.

## História

### Antecedentes
Em 1899, o engenheiro Cachapuz, em representação de uma sociedade de financeiros italianos, pediu autorização ao estado para construir vários caminhos de ferro em Portugal, incluindo um do Pocinho a Moncorvo.

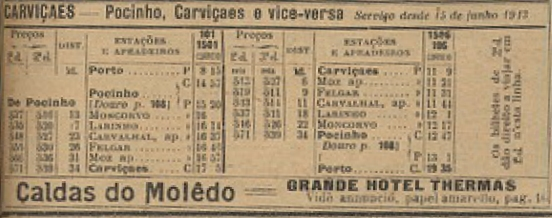
Horário da Linha do Sabor em 1913, incluindo a estação de Moncorvo

### Inauguração
Esta estação situava-se no troço da Linha do Sabor entre o Pocinho e Carviçais, que entrou ao serviço em 17 de Setembro de 1911.
Em 1935, a Companhia Nacional de Caminhos de Ferro realizou obras de ampliação na casa do guarda, de forma a ser utilizada como habitação do inspector do Serviço do Movimento, e em 1939 foi construída uma moradia para 3 habitações.

### Encerramento
A Linha do Sabor foi encerrada em 1988.